# Tipula bhishma
Tipula bhishma är en tvåvingeart som beskrevs av Alexander 1964. Tipula bhishma ingår i släktet Tipula och familjen storharkrankar. Inga underarter finns listade i Catalogue of Life.